# Acmaeops septentrionis
Acmaeops septentrionis là một họ bọ Cánh cứng trong phân họ Lepturinae, họ bọ cánh cứng sừng dài. Loài này phân bố ở Áo, Belarus, Bulgaria, Cộng hòa Séc, Estonia, Phần Lan, Pháp, Đức, Trung Quốc, Ý, Nhật Bản, Latvia, Litva, Mông Cổ, Triều Tiên, Na Uy, Ba Lan, Hàn Quốc, România, Nga, Slovakia, Slovenia, Thụy Điển, Thụy Sĩ, và Ukraina. Thức ăn của bọ cánh cứng trưởng thành là cây vân sam Châu Âu.

## Phân loài
Có hai biến thể của loài Acmaeops septentrionis:
- Acmaeops septentrionis var. alpestris Pic, 1898
- Acmaeops septentrionis var. simplonica (Stierlin, 1880)

## Hình ảnh

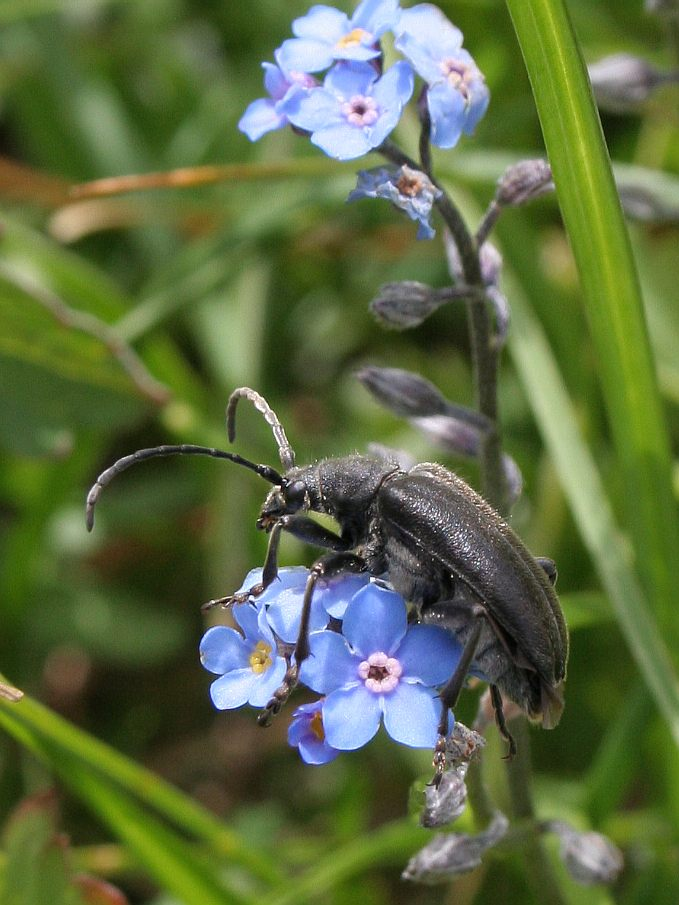